# Charlie Valerio
Charlie Samuel Valerio (Santiago, 7 de novembro de 1990) é um jogador de beisebol dominicano, que joga na posição de receptor (catcher).

## Carreira
Valerio compôs o elenco da Seleção Dominicana de Beisebol nos Jogos Olímpicos de Verão de 2020 em Tóquio, onde conquistou a medalha de bronze após derrotar a equipe sul-coreana na disputa pelo pódio.